# Australia's Next Top Model (mùa 5)
Mùa thi thứ năm của chương trình Australia's Next Top Model là một chương trình truyền hình thực tế do kênh FOX8 của Úc sản xuất, được phát sóng từ ngày 28 tháng 4 năm 2009. Vòng tuyển chọn được tổ chức trên khắp đất nước vào tháng 10 & 11 năm 2008. Siêu mẫu và nhân vật truyền thông Sarah Murdoch sẽ là người dẫn chương trình và là giám khảo chính của mùa thi năm nay.
Điểm đến quốc tế mùa này là Abu Dhabi và Luân Đôn dành cho top 4.
Quán quân mùa này chính là Tahnee Atkinson, 16 tuổi đến từ Perth. Giải thưởng của cô chính là:
- 1 hợp đồng người mẫu Priscilla's Model Management trong 1 năm
- Xuất hiện trên 8 trang biên tập của tạp chí Harper's Bazaar
- Trở thành gương mặt mới cho sản phẩm của Maybelline
- 1 chuyến đi tới New York cho 2 người do Maybelline trị giá A$25,000
- Tiền thưởng trị giá A$20,000 do U by Kotex.

## Các thí sinh
(Độ tuổi tính từ ngày dự thi)
| Thí sinh             | Tuổi | Chiều cao               | Quê quán       | Bị loại ở | Hạng |
| -------------------- | ---- | ----------------------- | -------------- | --------- | ---- |
| Laura Tyrie          | 18   | 1,72 m (5 ft 7+1⁄2 in)  | Perth          | Tập 1     | 13   |
| Leah Johnsen         | 18   | 1,73 m (5 ft 8 in)      | Melbourne      | Tập 2     | 12   |
| Georgie Kidman       | 16   | 1,77 m (5 ft 9+1⁄2 in)  | Castlemaine    | Tập 3     | 11   |
| Eloise Hoile         | 20   | 1,80 m (5 ft 11 in)     | Adelaide       | Tập 4     | 10-9 |
| Mikarla Hussey       | 18   | 1,72 m (5 ft 7+1⁄2 in)  | Wollongong     | Tập 4     | 10-9 |
| Madison Wall         | 17   | 1,72 m (5 ft 7+1⁄2 in)  | Sunshine Coast | Tập 5     | 8    |
| Laura Mitchell       | 20   | 1,79 m (5 ft 10+1⁄2 in) | Perth          | Tập 6     | 7    |
| Lola Van Vorst       | 20   | 1,81 m (5 ft 11+1⁄2 in) | Sydney         | Tập 7     | 6    |
| Franky Okpara        | 18   | 1,80 m (5 ft 11 in)     | Perth          | Tập 8     | 5    |
| Adele Thiel          | 18   | 1,81 m (5 ft 11+1⁄2 in) | Sydney         | Tập 9     | 4    |
| Clare Venema         | 16   | 1,77 m (5 ft 9+1⁄2 in)  | Adelaide       | Tập 10    | 3    |
| Cassi Van Den Dungen | 16   | 1,75 m (5 ft 9 in)      | Melbourne      | Tập 11    | 2    |
| Tahnee Atkinson      | 16   | 1,73 m (5 ft 8 in)      | Perth          | Tập 11    | 1    |

## Các tập

### Tập 1: A Fashion Baptism of Fire
Khởi chiếu: 28 tháng 4 năm 2009
13 cô gái mới đã lần lượt được đưa đến nhà hàng Ivy cho một cuộc họp báo bất ngờ về mùa giải mới. Sau đó, họ đã được phỏng vấn bởi Sarah và đã có một buổi trình diễn thời trang trong váy đen ngắn. Kết quả là Franky là người thể hiện tốt nhất trong cuộc họp báo nên sẽ được miễn loại tuần này. Các cô gái sau đó được di chuyển tới ngôi nhà chung của mình.
Ngày hôm sau, họ được đưa tới công viên Olympic Sydney cho buổi chụp hình đầu tiên trong áo tắm, khi họ sẽ tạo dáng tại đài phun nước của công viên. Vào buổi đánh giá đầu tiên ở ngày tiếp theo với sự xuất hiện của giám khảo khách mời là Georges Antoni và Priscilla Leighton-Clarke, Cassi có tấm ảnh đẹp nhất còn Laura T. là thí sinh đầu tiên phải rời cuộc thi.
- Nhiếp ảnh gia: Georges Antoni
- Khách mời đặc biệt: Priscilla Leighton-Clarke, Collette Dinigan, Wayne Cooper, Charlie Brown, Lisa Hensley, Samantha Downie, Alexandra Girdwood, Jordan Loukas, Demelza Reveley

### Tập 2: Let's Get Physical
Khởi chiếu: 5 tháng 5 năm 2009
Sarah đã đến gặp 12 cô gái còn lại tại ngôi nhà chung cho một buổi nói chuyện về cách ăn uống lành mạnh với nhà dinh dưỡng học Joanna McMillan-Price, trước khi đi đến phòng tập thể dục Fitness First Platinum để đo cân nặng cùng số đo 3 vòng và có một buổi tập thể dục. Sau đó, họ được đưa tới một phòng thể dục dụng cụ cho một buổi tập thể dục với biên đạo viên Stacey Umeh và vận động viên thể dục dụng cụ Dasha Joura, và Cassi sau đó đã phải nhập viện vì bị trật khớp ở tay khi cô đang tập thể dục. Họ sau đó đã có thử thách biểu diễn thể dục dụng cụ, Clare chiến thắng thử thách và cô chọn Tahnee để cùng nhận thưởng là một buổi đi xem múa balê của Morphoses từ The Wheeldon Company với Sarah và một buổi nói chuyện với 2 vũ công balê là Lucinda Dunn & Aisha Ashe vào ngày mai.
Ngày tiếp theo, họ đã được di chuyển bằng du thuyền tới một nhà máy bỏ hoang ở đảo Cockatoo cho buổi chụp hình tiếp theo cho 8 trang biên tập của tạp chí Cosmopolitan, khi họ sẽ phải tạo dáng trên không trên một chiếc vòng đu hoặc là trên một chiếc dây vải hoặc là trên xích đu. Vào buổi đánh giá ngày hôm sau với sự xuất hiện của giám khảo khách mời là Ellen Dahl & Bronwyn McCahon, Bronwyn đã rất ấn tượng với nhiều cô gái nên cô đã quyết định là sẽ có 9 trang biên tập và chỉ có Eloise, Leah và Lola sẽ không được xuất hiện trên Cosmopolitan. Kết quả là Laura M. có tấm hình đẹp nhất còn Leah là thí sinh tiếp theo phải rời cuộc thi.
- Nhiếp ảnh gia: Ellen Dahl
- Khách mời đặc biệt: Joanna McMillan-Price, Dasha Joura, Stacey Umeh, Lucinda Dunn, Aisha Ashe, Bronwyn McCahon

### Tập 3: Makeover Meltdown
Khởi chiếu: 12 tháng 5 năm 2009
11 cô gái còn lại được đưa tới tiệm salon của Joh Bailey để nhận diện mạo mới của mình. Ngày hôm sau, Jonathan cùng với nghệ sĩ trang điểm Nigel Stanislaus từ Maybelline đã dạy cho họ một buổii học trang điểm, trước khi họ được chia thành nhóm và được thực hành trang điểm lẫn nhau trong 45 phút. Sau đó, họ đã được xem một đoạn quảng cáo của Maybelline và phải tự nghĩ ra một lời thoại quảng cáo cho thử thách ngày mai. Ngày tiếp theo, họ được đưa tới tầng thượng của một tòa nhà cho thử thách quay quảng cáo cho Maybelline, và thứ tự để họ thực hiện thử thách được dựa vào phần trang điểm ngày hôm qua. Mâu thuẫn xảy ra trong thử thách khi Lola lấy trộm một phần lời thoại của Cassi và dẫn đến kết quả là Lola chiến thắng thử thách và nhận được một túi quà tặng từ nhiều nhãn hàng thời trang khác nhau.
Ngày hôm sau, họ được đưa tới khu vườn Swain cho buổi chụp hình chân dung đơn giản để thể hiện vẻ đẹp tự nhiên của họ. Vào buổi đánh giá ngày kế tiếp với sự xuất hiện của giám khảo khách mời là Nigel Stanislaus & Bec Parsons, Tahnee có tấm ảnh đẹp nhất còn Georgie là thí sinh tiếp theo phải rời cuộc thi.
- Nhiếp ảnh gia: Bec Parsons
- Khách mời đặc biệt: Joh Bailey, Nigel Stanislaus, Michael Joy

### Tập 4: Runway Hell
Khởi chiếu: 19 tháng 5 năm 2009
10 cô gái còn lại được đưa tới hộp đêm Kit & Kaboodle cho một buổi học catwalk từ Sarah và người mẫu Mink Sadowsky. Ngày hôm sau, họ được đánh thức dậy sớm và được đưa tới chợ trái cây Sydney Markets cho thử thách trình diễn thời trang trên sàn diễn ở đằng sau một chiếc xe tải trước các nhân viên làm việc. Kết quả là Tahnee chiến thắng thử thách và giành được một chuyến mua sắm quần áo trị giá $10.000 vào ngày mai, ngoài ra cô còn chọn Adele để cùng chia sẻ giải thưởng với $1.000 từ Tahnee.
Ngày tiếp theo, họ được đưa tới một khu đầy hình vẽ grafitti cho buổi chụp hình tiếp theo cho băng vệ sinh U by Kotex, khi họ phải tỏ ra tự tin trong khi sải bước trên đường đi. Vào buổi đánh giá ngày hôm sau với sự xuất hiện của giám khảo khách mời là Kane Skennar & Joh Bailey, Franky là người thể hiện tốt nhất trong tất cả nên sẽ được xuất hiện trong chiến dịch quảng cáo cho U by Kotex. Kết quả là Adele có màn thể hiện tốt nhất còn Cassi, Eloise & Mikarla rơi vào cuối bảng, nhưng Sarah sau đó thông báo rằng là sẽ có loại trừ kép lần này. Và Cassi là người tiếp theo được an toàn còn Eloise & Mikarla là 2 thí sinh tiếp theo phải rời cuộc thi.
- Nhiếp ảnh gia: Kane Skennar
- Khách mời đặc biệt: Mink Sadowsky, Monty Noble, Joh Bailey

### Tập 5: Diamonds and the Desert
Khởi chiếu: 26 tháng 5 năm 2009
8 cô gái còn lại được đưa tới nông trại Kindifarm cho một buổi chụp hình giả để thử nghiệm tính chuyên nghiệp của họ, khi họ sẽ được hóa thân thành một con vật và phải tạo dáng cùng với động vật đó. Sau đó, họ được đưa tới quán bar Astral cho thử thách tạo dáng cho trang sức Cerrone Jewellery, khi họ sẽ phải giữ một kiểu tạo dáng trong vài phút trong khi tạo dáng cùng với một bức tượng bằng băng. Kết quả là Lola chiến thắng thử thách và nhận được một chiếc vòng cổ trị giá $2.000 từ Cerrone Jewellery. Quay về ngôi nhà chung, họ đã bất ngờ khi nhìn thấy 9 chiếc vali và đã ngay lập lập tức đoán được họ sẽ đi đâu đó. Sau đó, do căng thẳng vì áp lực của cuộc thi nên Cassi đã có dự tính sẽ dừng cuộc thi khi gọi điện thoại với mẹ cô.
Ngày hôm sau, các cô gái được đưa tới Sân bay Sydney để bay tới Adelaide. Sau đó, họ đã được di chuyển tới khách sạn Prairie ở thị trấn Parachilna và khi họ vào phòng của mình, họ đã nhìn thấy những bộ đồ lót trên giường mình là gợi ý cho ngày mai. Ngày tiếp theo, họ đã có buổi chụp hình tiếp theo trong đồ lót, khi họ phải hóa thân trong tình huống là bị mắc kẹt ở sa mạc trong khi tạo dáng cùng với người mẫu nam Reuben Dabrow. Vào buổi đánh giá ngày hôm sau với sự xuất hiện của giám khảo khách mời là Russell James, Clare có tấm ảnh đẹp nhất còn Madison là thí sinh tiếp theo phải rời cuộc thi.
- Nhiếp ảnh gia: Russell James
- Khách mời đặc biệt: Justin Spittle, Phillip Boon, Nicola Cerrone, Carmela Cerrone, Reuben Dabrow

### Tập 6: Cruising the Catwalk
Khởi chiếu: 2 tháng 6 năm 2009
7 cô gái còn lại đã quay về Sydney và sau đó, họ được đưa tới văn phòng của tạp chí Harper's Bazaar để tìm hiểu thêm về xu hướng thời trang và cách phối đồ của một người mẫu, trước khi họ được kiểm tra bằng thử thách phối đồ trong 5 phút trong một chủ đề nhất định. Ngày hôm sau, họ được đưa tới trung tâm thương mại The Strand Arcade cho thử thách casting với giám khảo Alex Perry và stylish Trevor Stones. Kết quả là Adele và Clare thể hiện tốt nhất trong tất cả nên sẽ được xuất hiện trong buổi trình diễn thời trang của Alex Perry, ngoài ra thì Tahnee đang được Alex suy nghĩ lại. Quay về ngôi nhà chung, Sarah gây bất ngờ cho các cô gái khi họ được gặp lại mẹ của mình, đặc biệt là cho Cassi khi mẹ của cô sẽ dọn tới nước ngoài sinh sống vài ngày nữa.
Ngày tiếp theo, các cô gái được đưa tới tàu RMS Queen Mary 2 để xem buổi trình diễn thời trang của Alex Perry, và Alex đã quyết định Tahnee sẽ được để sải bước cùng với Adele và Clare. Ngày hôm sau, họ được đưa tới hồ bơi Wylie's Baths cho buổi chụp hình tiếp theo trong trang phục của Chanel, khi họ sẽ phải tạo dáng trên một chiếc đinh tán khổng lồ cùng với túi xách của Chanel. Vào buổi đánh giá với sự xuất hiện của giám khảo khách mời là Richard Freeman & Priscilla Leighton-Clarke, Adele có tấm ảnh đẹp nhất còn Laura M. là thí sinh tiếp theo phải rời cuộc thi.
- Nhiếp ảnh gia: Richard Freeman
- Khách mời đặc biệt: Claudia Navone, Trevor Stones, Priscilla Leighton-Clarke

### Tập 7: Media Virgins
Khởi chiếu: 9 tháng 6 năm 2009
6 cô gái còn lại được gặp Charlotte tại khách sạn Sheraton On The Park cho một buổi học giải quyết vấn đề giới truyền thông cho dịch vụ V Australia của hãng Virgin Airline, khi họ phải học một thuộc một số thông tin về dịch vụ để giới thiệu và phải đối mặt với một cuộc phỏng vấn đầy khó khăn từ 10 nhà báo từ các tạp chí khác nhau. Ngày hôm sau, họ được đưa tới B2 Studio cho buổi chụp hình tiếp theo cho hội từ thiện Fashion Targets Breast Cancer, khi mỗi người sẽ được mặc một bộ váy từ một nhà thiết kế trong khi phải tạo dáng trên bạt lò xo và những bức ảnh từ buổi chụp hình sẽ được bán đấu giá trên trang web của Australia Next Top Model để hỗ trợ cho Fashion Targets Breast Cancer.
Ngày tiếp theo, họ được đưa tới nhà hàng Hugos Lounge cho thử thách tiếp theo tại bữa tiệc của hội từ thiện Fashion Targets Breast Cancer, khi họ sẽ phải trình diễn thời trang trong bộ váy họ đã mặc từ buổi chụp hình ngày hôm qua và phải khuyến khích những vị khách trong bữa tiệc để mua đấu giá bộ trang phục của họ. Kết quả là Franky chiến thắng thử thách, còn Cassi là người thể hiện tệ nhất nên phải nhận hình phạt là phải phục vụ cho những cô gái còn lại tại ngôi nhà chung. Vào buổi đánh giá ngày kế tiếp với sự xuất hiện của giám khảo khách mời là Denis Montalbetti & Ruby Rose, Tahnee có màn thể hiện tốt nhất còn Lola là thí sinh tiếp theo phải rời cuộc thi.
- Nhiếp ảnh gia: Denis Montalbetti, Gay Campbell
- Khách mời đặc biệt: Lucy Chesterton, Lauren Smelcher, Alex Needs, Shelly Horton, Cameron Bayley, Aletha McHalick, Sarah Grant, Kelli Armstrong, Mink Sadowsky, Ruby Rose, Sarah-Jane Clarke, Kit Willow

### Tập 8: Tears and Emotion
Khởi chiếu: 16 tháng 6 năm 2009
5 cô gái còn lại được gặp nghệ sĩ opera Sharon Zhai đang hát ở dưới ngôi nhà chung, trước khi họ được đưa tới học viện NIDA cho một buổi học về diễn xuất với Mark Gaal & Ana Maria Belo. Ngày hôm sau, họ được đưa tới công ty truyền thông Ogilvy cho thử thách casting cho mạng di động Telstra. Kết quả là Tahnee chiến thắng thử thách nên sẽ được nhận vai chính trong chiến dịch quảng cáo cho Telstra, Clare & Franky thể hiện tốt sau Tahnee nên sẽ được vai phụ trong quảng cáo còn Adele & Cassi sẽ phải giúp đỡ đoàn làm phim cho buổi quay.
Ngày tiếp theo, họ được gặp Jonathan & Sarah tại Fox Studios cho buổi chụp hình tiếp theo cho xe Ford, khi họ sẽ được hóa thân những biểu tượng thời trang khác nhau trong khi tạo dáng cùng với những chiếc xe Ford từ những thập kỷ khác nhau. Nhưng trước khi buổi chụp hình bắt đầu, Sarah thông báo rằng là 4 cô gái vượt qua được buổi loại trừ lần này sẽ được đi đến Luân Đôn. Vào buổi đánh giá ngày hôm sau với sự xuất hiện của giám khảo khách mời là Adrian Hayward & Paul Westlake, Clare có tấm ảnh đẹp nhất còn Franky là thí sinh tiếp theo phải rời cuộc thi.
- Nhiếp ảnh gia: Paul Westlake
- Khách mời đặc biệt: Sharon Zhai, Mark Gaal, Ana Maria Belo, Adrian Hayward, Chantal Walker

### Tập 9: London's Calling
Khởi chiếu: 23 tháng 6 năm 2009
4 cô gái còn lại được bay tới Abu Dhabi và được thư giãn qua đêm tại một khách sạn cao cấp, trước khi bay tới Luân Đôn. Sau khi tới nơi, họ được nhiều tay săn ảnh chụp hình và được gặp cựu giám khảo của Britain's Next Top Model Gerry DeVeaux và đã có một buổi tham quan thành phố, trước khi được di chuyển tới penthouse của mình. Ngày hôm sau, Gerry đã đưa các cô gái đi mua sắm tại những cửa hàng thời trang khác nhau cho một buổi học về phong cách thời trang của Luân Đôn. Sau đó, Gerry dẫn họ gặp siêu mẫu Elle Macpherson và đã có một buổi nói chuyện với cô. Các cô gái sau đó đang ăn trưa thì họ được nhận một phong bì chứa những tấm ảnh của họ tại sân bay bởi những tay săn ảnh, và họ nhận được tin nhắn từ Sarah nói rằng đó là thử thách của họ và Adele chiến thắng thử thách nên cô chọn Cassi để cùng nhận thưởng là được tham dự buổi công chiếu phim Fast & Furious 4.
Ngày tiếp theo, họ đã có một buổi casting tại 2 quản lí người mẫu là Storm Model Management và Premier Model Management. Ngày hôm sau, các cô gái được gặp Gerry và nhiếp ảnh gia Robert Astley Sparke cho buổi chụp hình tiếp theo trên đường phố của Luân Đôn. Vào buổi đánh giá ngay sau khi họ quay về Sydney với sự xuất hiện của giám khảo khách mời là Alice Burdeu, Clare có tấm hình đẹp nhất còn Adele là thí sinh tiếp theo phải rời cuộc thi.
- Nhiếp ảnh gia: Robert Astley Sparke
- Khách mời đặc biệt: Gerry DeVeaux, Elle Macpherson, Paul Walker, Vin Diesel, Sarah Doukas, Anthony Gordon, Carole White, Alice Burdeu

### Tập 10: The Final Three
Khởi chiếu: 30 tháng 6 năm 2009
3 cô gái còn lại gặp Sarah và Priscilla Leighton-Clarke tại Priscilla’s Model Management và được biết rằng họ sẽ có một buổi casting cho Australian Fashion Week. Sau đó, họ đã có một buổi casting với 5 nhà thiết kế: Ginger & Smart, Wayne Cooper, Nicola Finetti, Anna and Boy và Diet Coca Cola Little Black Dress. Và nếu được chọn thì họ sẽ xuất hiện trên sàn diễn thời trang cho nhà thiết kế đó tại Australian Fashion Week vào 2 ngày sắp tới. Ngày hôm sau, Sarah đến gặp các cô gái tại khách sạn để thông báo rằng là Clare là người thể hiện tốt nhất trong Australian Fashion Week nên sẽ nhận được một kỳ nghỉ 3 đêm cho 2 người tại khu nghỉ mát Pinctada Cable Beach ở Broome.
| Thí sinh | Thí sinh | Buổi casting   | Buổi casting | Buổi casting   | Buổi casting | Buổi casting                      | Số show được chọn |
| Thí sinh | Thí sinh | Ginger & Smart | Wayne Cooper | Nicola Finetti | Anna and Boy | Diet Coca Cola Little Black Dress | Số show được chọn |
| -------- | -------- | -------------- | ------------ | -------------- | ------------ | --------------------------------- | ----------------- |
| Cassi    | Cassi    |                |              |                |              |                                   | 3                 |
| Clare    | Clare    |                |              |                |              |                                   | 4                 |
| Tahnee   | Tahnee   |                |              |                |              |                                   | 2                 |

Ngày kế tiếp, họ được đưa tới bãi biển Garie tại vườn quốc gia Royal cho buổi chụp hình cuối cùng hóa thân thành người sống sót sau vụ đắm tàu, khi họ sẽ phải tạo dáng theo nhóm trước khi được chụp hình cá nhân. Vào buổi đánh giá ngày hôm sau với sự xuất hiện của giám khảo khách mời là Doll Wright & Jez Smith, các cô gái đã được hỏi vì sao họ nên được chọn vào chung kết. Kết quả là Tahnee là thí sinh vào chung kết đầu tiên, Cassi là thí sinh tiếp theo còn Clare là thí sinh cuối cùng bị loại.
- Nhiếp ảnh gia: Jez Smith
- Khách mời đặc biệt: Priscilla Leighton-Clarke, Alexandra Smart, Genevieve Smart, Wayne Cooper, Nicola Finetti, Anna Hewett, Lill Boyd, Kim Marks, Doll Wright

### Tập 11: Live Finale
Khởi chiếu: 7 tháng 7 năm 2009
Vào đêm chung kết được truyền hình trực tiếp tại công viên Luna Park, 11 cô gái bị loại trước đó đã mở màn với màn trình diễn thời trang trong trang phục họ đã mặc ở buổi chụp hình cuối cùng của mình, trước phần thể hiện của ca sĩ Jessica Mauboy qua bài hát Burn. Sau đó, hành trình catwalk của Cassi & Tahnee trong suốt cuộc thi được trình chiếu. 13 cô gái sau đó đã có buổi trình diễn thời trang từ nhiều nhà thiết kế khác nhau của The Corner Shop. Chương trình sau đó đã được nhận lời chúc sự nghiệp từ diễn viên Sacha Baron Cohen đang hóa thân thành stylish Brüno Gehard.
Sau 10 tuần để bình chọn cho thí sinh họ yêu thích nhất, Clare được bình chọn là "Người mẫu được yêu thích nhất của năm" nên sẽ nhận được giải thưởng tiền mặt trị giá $5.000 từ Impulse. Sau đó, toàn bộ buổi chụp hình của Cassi & Tahnee trong suốt cuộc thi được trình chiếu, và mẹ của 2 cô gái sau đó đã được xuất hiện cùng với họ. Russell James, Claudia Navone & Priscilla Leighton-Clarke, Sarah cùng với ban giám khảo và khán giả sẽ bình chọn phiếu bầu cho người nên giành chiến thắng cuộc thi. Nhưng trong lúc cuộc bầu chọn đang diễn ra thì Tahnee bị chảy máu mũi do căng thẳng. Kết quả là cả 2 đều hòa với 4 phiếu mỗi người nhưng kết quả cuối cùng, Tahnee trở thành quán quân mùa thứ năm của Australia's Next Top Model.
| Hạng | Thí sinh | Phiếu bình chọn | Phiếu bình chọn | Phiếu bình chọn | Phiếu bình chọn | Phiếu bình chọn | Phiếu bình chọn | Phiếu bình chọn | Phiếu bình chọn | Tổng số phiếu bầu |
| Hạng | Thí sinh | Sarah           | Alex            | Charlotte       | Jonathan        | Priscilla       | Russell         | Claudia         | Khán giả        | Tổng số phiếu bầu |
| ---- | -------- | --------------- | --------------- | --------------- | --------------- | --------------- | --------------- | --------------- | --------------- | ----------------- |
| 1    | Tahnee   |                 |                 |                 |                 |                 |                 |                 |                 | 4                 |
| 2    | Cassi    |                 |                 |                 |                 |                 |                 |                 |                 | 4                 |

- Khách mời đặc biệt: Russell James, Claudia Navone, Priscilla Leighton-Clarke, Ruby Rose, Nigel Stanislaus, Joh Bailey, Jessica Mauboy, Alice Burdeu, Sacha Baron Cohen, Tiaan Williams

## Thứ tự gọi tên
| Thứ tự | Tập      | Tập      | Tập      | Tập            | Tập      | Tập      | Tập    | Tập    | Tập    | Tập    | Tập    |
| Thứ tự | 1        | 2        | 3        | 4              | 5        | 6        | 7      | 8      | 9      | 10     | 11     |
| ------ | -------- | -------- | -------- | -------------- | -------- | -------- | ------ | ------ | ------ | ------ | ------ |
| 1      | Franky   | Laura M. | Tahnee   | Adele          | Clare    | Adele    | Tahnee | Clare  | Clare  | Tahnee | Tahnee |
| 2      | Cassi    | Cassi    | Eloise   | Franky         | Adele    | Clare    | Clare  | Tahnee | Cassi  | Cassi  | Cassi  |
| 3      | Tahnee   | Clare    | Cassi    | Tahnee         | Tahnee   | Tahnee   | Cassi  | Cassi  | Tahnee | Clare  |        |
| 4      | Eloise   | Franky   | Clare    | Madison        | Cassi    | Lola     | Adele  | Adele  | Adele  |        |        |
| 5      | Clare    | Mikarla  | Franky   | Lola           | Franky   | Cassi    | Franky | Franky |        |        |        |
| 6      | Mikarla  | Adele    | Laura M. | Laura M.       | Lola     | Franky   | Lola   |        |        |        |        |
| 7      | Lola     | Tahnee   | Lola     | Clare          | Laura M. | Laura M. |        |        |        |        |        |
| 8      | Madison  | Madison  | Adele    | Cassi          | Madison  |          |        |        |        |        |        |
| 9      | Laura M. | Lola     | Madison  | Eloise Mikarla |          |          |        |        |        |        |        |
| 10     | Georgie  | Eloise   | Mikarla  | Eloise Mikarla |          |          |        |        |        |        |        |
| 11     | Leah     | Georgie  | Georgie  |                |          |          |        |        |        |        |        |
| 12     | Adele    | Leah     |          |                |          |          |        |        |        |        |        |
| 13     | Laura T. |          |          |                |          |          |        |        |        |        |        |

     Thí sinh được miễn loại
     Thí sinh bị loại
     Thí sinh chiến thắng cuộc thi
- Trong tập 1, Franky được miễn loại vì giành chiến thắng thử thách.
- Trong đêm chung kết, Tahnee và Cassi đều nhận được tổng cộng 4 phiếu bầu từ các giám khảo và khán giả, nhưng khán giả đã bỏ phiếu ủng hộ Tahnee. Cuộc bỏ phiếu của khán giả chiếm phần lớn trong việc lựa chọn quán quân, khiến Tahnee trở thành quán quân.

### Buổi chụp hình
- Tập 1: Áo tắm trong nước ở công viên Olympic Sydney
- Tập 2: Thời trang thể dục dụng cụ trên không cho tạp chí Cosmopolitan
- Tập 3: Ảnh chân dung vẻ đẹp tự nhiên
- Tập 4: Cá tính trên đường phố cho U by Kotex
- Tập 5: Đồ lót ở sa mạc Parachilna
- Tập 6: Tạo dáng trên chiếc đinh tán khổng lồ với túi xách của Chanel
- Tập 7: Tạo dáng lên bạt lò xo cho Fashion Targets Breast Cancer
- Tập 8: Những biểu tượng phong cách khác nhau với xe Ford
- Tập 9: Trên đường phố Luân Đôn
- Tập 10: Vụ đắm tàu (chụp theo nhóm và chụp cá nhân)